# Marek Borowik
Marek Andrzej Borowik (ur. 1 grudnia 1950 w Warszawie) – polski przedsiębiorca, samorządowiec, działacz opozycji demokratycznej w okresie PRL.

## Życiorys
W 1973 ukończył studia prawnicze na Uniwersytecie Warszawskim. Przez dwa lata był urzędnikiem w MSW, następnie do 1979 prowadził działalność rolniczą. Działał w stołecznym Klubie Inteligencji Katolickiej. Był współpracownikiem Komitetu Samoobrony Społecznej „KOR”. Zajmował się organizacją spotkań i wykładów z udziałem opozycjonistów. Był współorganizatorem Niezależnej Spółdzielni Wydawniczej, następnie związany z Niezależną Oficyną Wydawniczą NOWa, wchodził w skład kierującego jej działalnością kolegium. Po wprowadzeniu stanu wojennego został internowany na okres od grudnia 1981 do września 1982. Po zwolnieniu związany w dalszym ciągu z wydawnictwami drugiego obiegu.
Pod koniec lat 80. współtworzył zarejestrowane Wydawnictwo Verba. Od 1990 do 1991 był członkiem ROAD-u. W pierwszej kadencji samorządu był radnym, a w latach 1991–1994 wójtem gminy Jabłonna. Wchodził też wówczas w skład prezydium warszawskiego sejmiku samorządowego. Następnie zajął się prowadzeniem własnej działalności gospodarczej w zakresie doradztwa finansowego.
Należy do Stowarzyszenia Wolnego Słowa. W 2011 odznaczony Krzyżem Oficerskim Orderu Odrodzenia Polski, a w 2017 – Krzyżem Wolności i Solidarności.